# Ica (település)
Ica egy város Peruban, az azonos nevű megye székhelye. Ica becsült lakossága 220 ezer fő volt 2005-ben.
A települést a spanyol, andalúziai származású konkvisztádor, Jerónimo Luis de Cabrera alapította a 16. században. A 2007-es perui földrengés idején súlyos károkat szenvedett.
A Pánamerikai főútvonalon fekszik Limától 300 km-re délkeletre, az Ica nevű folyó két partján. 
A környék, különösen Paracas, Nazca és Tumbo vidéke bővelkedik a spanyolok megjelenése előtti időkből fennmaradt műemlékekben és leletekben.